# 穆爾基普萊斯 (加利福尼亞州)
穆爾基普萊斯（英語：Mulkey Place）是位於美國加利福尼亞州莫多克縣的一個非建制地區。該地的面積和人口皆未知。

## 地理
穆爾基普萊斯的座標為41°51′54″N 120°38′20″W / 41.86500°N 120.63889°W，而該地的平均海拔高度為1546米（即5072英尺）。